# Bigorrské hrabství
Bigorrské hrabství (franc. Comté de Bigorre) bylo hrabství v gaskoňském vévodství v době starého režimu. Počátky existence hrabství sahají patrně až do 9. století. Hrabství v průběhu celé své existence velice často měnilo své majitele. V přibližných hranicích někdejšího panství se nachází dnešní department Hautes-Pyrénées.

## Historie
Nelze s určitostí zjistit přesné datum založení bigorrského hrabství. Podle listiny la charte d'Allaon měl vévoda Loup III. Gaskoňský provést někdy v průběhu 9. století panovnickou fundaci nového hrabství se sídlem v Tarbes. Prvním hrabětem z Bigorre se stal jeho syn Donat Loup. Ačkoli bylo zjištěno, že dokument la charte d'Allaon byl podvrh ze 17. století, francouzský historik Renée Mussot-Goulard se domnívá, že hrabství bylo opravdu založeno, avšak spíše na přelomu 9. a 10. století. Prvním hrabětem byl patrně Donat Loup, vnuk vévody Loupa III.
Hrabství vystřídalo několik majitelů, v roce 1032 (nebo 1034) jej získali příslušníci rodu de Foix, později de Béarn (1080), de Marsan (1129), de Comminges (1180) a de Montford (1216).
Angličan Šimon z Montfortu, hrabě z Leicesteru si vojensky nárokoval hrabství pro sebe, po jeho smrti byla vlastnická práva prodána Jindřichu I. Navarrskému. Mezitím vikomt Gaston VII. z Béarnu vznášel na bigorrské hrabství také nárok pro svou dceru Constance de Moncade. To vedlo k několika soudním i mimosoudním přím, kterým udělal roku 1302 konec král Filip IV. Francouzský, který hrabství anektoval.
Mír z Brétigny (1360) nařizoval francouzskému králi převést bigorrské hrabství do vlastnictví anglického krále. K převedení došlo v roce 1370 a jeho novým majitelem se stal Eduard III., král Anglie a pán Irska. V roce 1425 bylo postoupeno hrabatům z Foix. Novým pánem se stal Jean I. hrabě Foix-Grailly, vikomt z Béarnu, hrabě z Bigorre. Rod Foix-Grailly vymřel v roce 1483 a hrabství získali pánové de Albret.
Roku 1563 koupil hrabství rod Bourbon. Antonín Navarrský tím pouze rozšířil své léno, sám již byl králem navarrským. V roce 1589 se jeho syn Jindřich III. Bourbonský, král Navarry, vévoda z Bouronu a Vendome, hrabě z Foix, Perigordu, Armagnacu, Bigorre a vikomt z Béarnu stal králem Francie. V roce 1607 definitivně připojil hrabství k francouzské koruně.

## Členění
Vůči hraběti z Bigorre měli lenní povinnost baroni a dva vikomti, jejichž panství se nacházela na území hrabství. Nejstarší baronství bylo patrně des Angles, s původem sahajícím do 10. století. V soupisu pro Filipa IV. Francouzského z roku 1300, byli držitelé uvedeni v následujícím pořadí:
1. Baron-vikomt de Lavedan
2. Baron de Barbazan
3. Baron de Bénac
4. Baron de Bazillac
5. Baron des Angles
6. Baron de Castelbajac
7. Baron d'Antin
8. Baron d'Esparros
9. Baron-vikomt d'Asté